# Pseudophoxinus firati
 Pseudophoxinus firati és una espècie de peix cipriniforme de la família dels ciprínids que es troba a Turquia.